# Brazil tinamu
A  brazil tinamu (Crypturellus strigulosus) a tinamualakúak (Tinamiformes) rendjébe, ezen belül a tinamufélék (Tinamidae) családjába tartozó faj.

## Rendszerezése
A fajt Coenraad Jacob Temminck holland arisztokrata és zoológus írta le 1815-ben, a Tinamus nembe Tinamus strigulosus néven.

## Előfordulása
Brazília, Bolívia és Peru területén honos. A természetes élőhelye szubtrópusi és trópusi síkvidéki esőerdők. Nem vonuló faj.

## Megjelenése
Testhossza 29 centiméter, testtömege 332–500 gramm. Tollazata vöröses-barna, torka krém színű, hasa fehér, mellkasa szürke és lábai barnák.

## Életmódja
Magvakkal, bogyókkal és ízeltlábúkkal táplálkozik, de csigákat is fogyaszt.

## Szaporodása
A hím költi ki a tojásokat, amelyek származhatnak akár négy különböző tojótól is. A hím neveli őket 2–3 héten keresztül, míg önállóak nem lesznek.

## Természetvédelmi helyzete
Az elterjedési területe rendkívül nagy, egyedszáma csökkenő, de még nem éri el a kritikus szintet. A Természetvédelmi Világszövetség Vörös listáján nem fenyegetett fajként szerepel.